# تشن تشيان (كرة يد)
تشن تشيان (بالصينية: 陈倩) مواليد 26 يناير 1990، هي لاعبة كرة يد صينية تلعب كجناح أيسر. مثلت منتخب الصين لكرة اليد للسيدات.

## سجل المنافسة
شاركت في البطولات التالية:
- بطولة العالم لكرة اليد للسيدات 2013